# سلول سوماتیک
یاخته‌های پیکری یا سلول‌های سوماتیک (به فرانسوی: Cellule somatique) (به انگلیسی: somatic cell) به یاخته‌هایی گفته می‌شود که در پیدایش بافت‌ها و اندام‌های بدن نقش‌آفرینی می‌کنند. در برابر یاخته‌های پیکری، یاخته‌های جنسی هستند که به پیدایش کامه‌ها (گامت‌ها) یی شامل نرینگی (اسپرم) و تخمک می‌انجامند. تمام یاخته های سوماتیک ممکن است محتوای ژنی هسته ای نداشته باشند مانند گلبول های قرمز.
یاخته‌های پیکری به همهٔ یاخته‌های جانداران چندیاخته‌ای به جز یاخته‌های جنسی و یاخته‌های زایشی و یاخته‌های بنیادی دگرگون نشده گفته می‌شود. یاخته‌های پیکری همهٔ اجزای اندامگان‌های پریاخته‌ای را تشکیل می‌دهند. بافت‌هایی در بدن مانند بافت‌های ماهیچه، کبد، استخوان، عصب، پوست و دیگر بافت‌های غیرجنسی همگی از یاخته‌های پیکری هستند.
برخلاف یاخته‌های جنسی مثل اسپرم یا تخمک که تک‌دسته هستند و یک دسته کروموزوم دارند، یاخته‌های پیکری دودسته هستند و دو دسته کروموزوم دارند (یعنی یک دسته کروموزوم از پدر و یک دسته از مادر)
هر یاخته دیپلوئیدی لزوماً پیکری نیست، یاخته‌هایی غیر پیکری مانند سلول‌های بنیادی که هنوز تمایز پیدا نکرده‌اند، یاخته‌های زاینده گامت نیز دیپلوئیدی هستند.